# Hemitrullus banlungi
Hemitrullus banlungi är en insektsart som beskrevs av Andrej Vasiljevitj Gorochov 2001. Hemitrullus banlungi ingår i släktet Hemitrullus och familjen syrsor. Inga underarter finns listade i Catalogue of Life.